# Andrew N. Liveris
Andrew N. Liveris, född 5 maj 1954, är en australiensisk-amerikansk företagsledare som är styrelseordförande, president och vd för det amerikanska kemisk-tekniska koncernen The Dow Chemical Company.
Han tog kandidatexamen i kemiteknik vid University of Queensland. Liveris har haft anställning hos The Dow Chemical Company sedan 1976 och har jobbat med tillverkning, konstruktion, försäljning, marknadsföring och lägre chefspositioner på två kontinenter, Nordamerika och Asien. Det varade fram till 2003 när The Dow Chemical Company utsåg honom till deras president och COO, ett år senare så valdes Liveris in i koncernens styrelse och blev senare under året även ersättaren till William S. Stavropoulos när han slutade som koncernens vd, han satt dock kvar som styrelseordförande. 2006 drog sig Stavropoulos tillbaka från posten som styrelseordförande och Dow:s styrelse valde enhälligt Liveris som efterträdaren.
Liveris är också invald som vice styrelseordförande för den mäktiga ledarorganisationen Business Roundtable.